# دكتوراه في علم القانون
دكتوراه في علم القانون (بالإنجليزية: Doctor of Juridical Science، باللاتينية: Scientiae Juridicae Doctor أو Juridicae Scientiae Doctor): هي درجة الدكتوراه في القانون، والتي تعادل درجة دكتور في الفلسفة. في معظم البلدان، تعد أعلى درجة قانونية يمكن الحصول عليها.